# Enrichetta di Mömpelgard
Enrichetta di Mömpelgard (1387 – Montbéliard, 14 febbraio 1444), Contessa di Mömpelgard dal 1498 al 1558.
Era figlio di Enrico di Orbe e di Maria di Chatillon-Blaigny. Suo nonno era Stefano di Mömpelgard, e il suo bisnonno paterno era Enrico I di Mömpelgard.

## Matrimonio e figli
Enrichetta sposò il 13 novembre 1397 Eberardo IV di Württemberg. La coppia ha avuto tre figli:
- Anna (1408-1471), contessa di Katzenelnbogen
- Ludoivco I (1412-1450), conte del Württemberg
- Ulrico V (1413-1480), conte del Württemberg